# Mistrzostwa Europy w Zapasach 2005
60. Mistrzostwa Europy w zapasach odbywały się w 2005 roku w Warnie w Bułgarii.

## Styl klasyczny
W tym stylu wystąpiło 148 zapaśników z 32 państw.

### Medaliści
| Konkurencja | Złoto              | Srebro           | Brąz                                  |
| ----------- | ------------------ | ---------------- | ------------------------------------- |
| -55 kg      | Wiktor Korablow    | Roman Amojan     | Iwo Angełow Bayram Özdemir            |
| -60 kg      | Vitali Rəhimov     | Eusebiu Diaconu  | Aleksiej Szewcow Dawit Bedinadze      |
| -66 kg      | Nikołaj Gergow     | Christian Fetzer | Moisés Sánchez Siergiej Kowalenko     |
| -74 kg      | Mowses Karapetjan  | Welin Marinow    | Neven Žugaj Adam Juretzko             |
| -84 kg      | Aleksiej Miszyn    | Serkan Özden     | Laimutis Adomaitis Badri Chasaia      |
| -96 kg      | Hamza Yerlikaya    | Jimmy Lidberg    | Mindaugas Ežerskis Dimitrij Timczenko |
| -120 kg     | Siergiej Artiuchin | Yekta Yılmaz Gül | Mirian Giorgadze Krasimir Koczew      |

### Tabela medalowa
| Lp. | Państwo     | Złoto | Srebro | Brąz |
| --- | ----------- | ----- | ------ | ---- |
| 1   | Rosja       | 2     | 0      | 2    |
| 2   | Turcja      | 1     | 2      | 1    |
| 3   | Bułgaria    | 1     | 1      | 2    |
| 4   | Armenia     | 1     | 1      | 0    |
| 5   | Azerbejdżan | 1     | 0      | 0    |
|     | Białoruś    | 1     | 0      | 0    |
| 7   | Niemcy      | 0     | 1      | 1    |
| 8   | Szwecja     | 0     | 1      | 0    |
|     | Rumunia     | 0     | 1      | 0    |
| 10  | Gruzja      | 0     | 0      | 3    |
| 11  | Litwa       | 0     | 0      | 2    |
| 12  | Hiszpania   | 0     | 0      | 1    |
|     | Chorwacja   | 0     | 0      | 1    |
|     | Ukraina     | 0     | 0      | 1    |

## Styl wolny
W tym stylu wystąpiło 116 zapaśników z 26 krajów.

### Medaliści
| Konkurencja | Złoto                       | Srebro             | Brąz                                    |
| ----------- | --------------------------- | ------------------ | --------------------------------------- |
| -55 kg      | Ghenadi Tulbea              | Radosław Welikow   | Aleksandr Kontojew Besarion Goczaszwili |
| -60 kg      | Wasyl Fedoryszyn            | Didier Païs        | Murad Ramazanow Łukasz Góral            |
| -66 kg      | Serafim Byrzakow            | Elman Əsgərov      | Andrij Stadnik Albiert Batyrow          |
| -74 kg      | Nikołaj Pasłar              | Siergiej Witkowski | Ahmet Gülhan Wołodymyr Syrotyn          |
| -84 kg      | Taras Dańko                 | Serhat Balcı       | Lazaros Loizidis Nauruz Tiemriezow      |
| -96 kg      | Eldar Kurtanidze            | Vincent Aka-Akesse | Chadżymurat Gacałow Fatih Çakıroğlu     |
| -120 kg     | Kuramagomied Kuramagomiedow | Wadym Tasojew      | Efstatios Topalidis Ottó Aubéli         |

### Tabela medalowa
| Lp. | Państwo            | Złoto | Srebro | Brąz |
| --- | ------------------ | ----- | ------ | ---- |
| 1   | Ukraina            | 2     | 1      | 2    |
| 2   | Bułgaria           | 2     | 1      | 0    |
| 3   | Rosja              | 1     | 1      | 3    |
| 4   | Gruzja             | 1     | 0      | 1    |
| 5   | Mołdawia           | 1     | 0      | 0    |
| 6   | Francja            | 0     | 2      | 0    |
| 7   | Turcja             | 0     | 1      | 2    |
| 8   | Azerbejdżan        | 0     | 1      | 0    |
| 9   | Grecja             | 0     | 0      | 2    |
| 10  | Macedonia Północna | 0     | 0      | 1    |
|     | Polska             | 0     | 0      | 1    |
|     | Białoruś           | 0     | 0      | 1    |
|     | Węgry              | 0     | 0      | 1    |

## Kobiety
W tych zawodach wystąpiło 88 zapaśniczek z 21 krajów.

### Medalistki
| Konkurencja | Złoto                | Srebro                    | Brąz                                  |
| ----------- | -------------------- | ------------------------- | ------------------------------------- |
| -48 kg      | Łorisa Oorżak        | Iwona Matkowska           | Anne Deluntsch Fani Psata             |
| -51 kg      | Iryna Merłeni        | Natalja Smirnowa          | Vanessa Boubryemm Ana Maria Pavăl     |
| -55 kg      | Natalja Golc         | Anna Gomis                | Sylwia Bileńska Marija Egorowa        |
| -59 kg      | Ida-Theres Nerell    | Audrey Prieto-Bokhashvili | Julija Ratkiewicz Diletta Giampiccolo |
| -63 kg      | Monika Michalik      | Wolha Chilko              | Nikola Hartmann-Dünser Mihaela Panait |
| -67 kg      | Kateryna Burmistrowa | Jelena Pieriepielkina     | Lise Legrand Teresa Méndez            |
| -72 kg      | Anita Schätzle       | Swietłana Martynienko     | Wasilisa Marzaljuk Stanka Złatewa     |

### Tabela medalowa
| Lp. | Państwo   | Złoto | Srebro | Brąz |
| --- | --------- | ----- | ------ | ---- |
| 1   | Rosja     | 2     | 3      | 0    |
| 2   | Ukraina   | 2     | 0      | 0    |
| 3   | Polska    | 1     | 1      | 1    |
| 4   | Niemcy    | 1     | 0      | 0    |
| 5   | Szwecja   | 1     | 0      | 0    |
| 6   | Francja   | 0     | 2      | 3    |
| 7   | Białoruś  | 0     | 1      | 3    |
| 8   | Rumunia   | 0     | 0      | 2    |
| 9   | Grecja    | 0     | 0      | 1    |
|     | Włochy    | 0     | 0      | 1    |
|     | Austria   | 0     | 0      | 1    |
|     | Hiszpania | 0     | 0      | 1    |
|     | Bułgaria  | 0     | 0      | 1    |